# CommunityAmerica Ballpark
El CommunityAmerica Ballpark es un estadio de usos múltiples en Kansas City, Kansas, pabellón de los Kansas City T-Bones de la independiente American Association, y pabellón temporal de Sporting Kansas City en la Major League Soccer. Se encuentra en el área de West Village, en el número 1800 de West Village Parkway. Muchos equipos de escuelas secundarias de la zona juegan en el estado de béisbol y también es el estadio de los Kansas City Kansas Community College Blue Devils. Igualmente, se ha utilizado para conciertos y otros eventos de la comunidad.

## Descripción

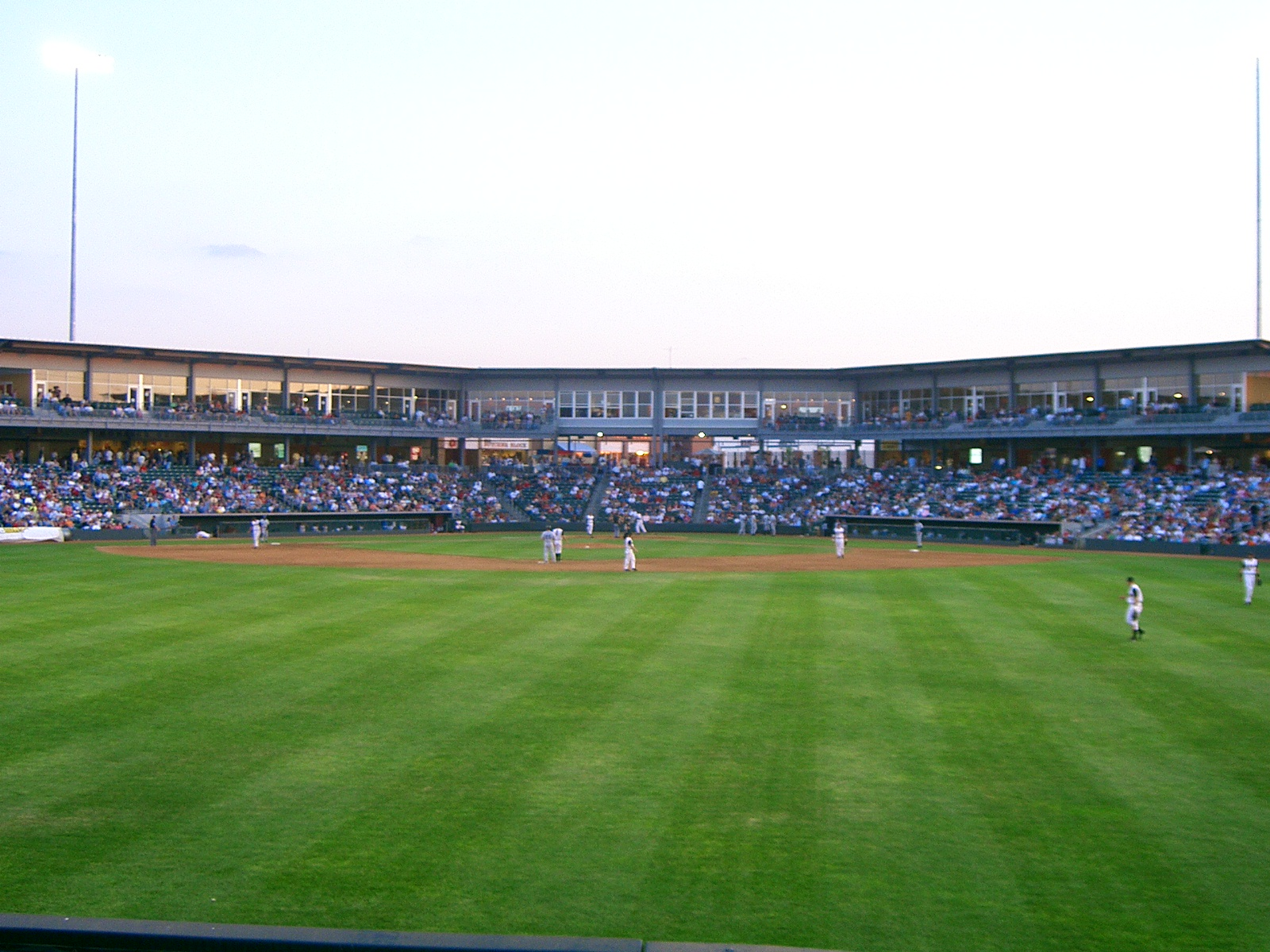
Vista del campo central

El estadio lleva el nombre de CommunityAmerica Credit Union, un área de Kansas City de las instituciones financieras, que compró los derechos del nombre al estadio. Las dimensiones del CommunityAmerica son de 91,44 m en la línea del campo izquierdo (con un pastel de (5,4864 m) de la pared, conocido cariñosamente como "the Little Green Monster"), 125,2728 m de centro-izquierda, 120,7008 m del punto muerto, 124,6632 m de centro-derecha, y 99,9744 m por la línea del campo derecho. Las paredes son de unos cinco pies de alto, con la excepción del Pequeño Monstruo Verde y la zona de bullpen en el campo izquierdo y central. Las paredes son de 3.048 m de alto en el bullpen, que están en el jardín central y añadir algunos ángulos adicionales y los contornos de los jardines. Las áreas de juego y los asientos están completamente rodeados por un pastel de 7,62 m de ancho vestíbulo. Con la adición de gradas en el 2008, el parque cuenta con 6.537 asientos fijos, a pesar de su capacidad (incluyendo el área de pícnic, arcén derecho de campo de hierba, y el área del campo central del partido) se considera generalmente más de 7.500.

## Historia
Puso la primera piedra el 4 de septiembre de 2002, y se completó en poco más de nueve meses por la construcción de Titán, la apertura de 6 de junio de 2003. El primer partido de béisbol tuvo una asistencia récord de 10.345 pagados en el 23 de junio de 2007. En un partido de la Major League Soccer la asistencía, con la nueva configuración de asientos, normalmente excede 8000, y su historial de pago de asistencia fue 10385 el 29 de marzo de 2008. La Liga Norte 2006 All-Star Game se celebró en CommunityAmerica Ballpark el 18 de julio, con festejos relacionados con el día anterior. Sporting Kansas City está jugando sus partidos como local en el estadio, mientras que el nuevo estadio del equipo está siendo construido. Debido a la presencia del fútbol actual, la configuración del béisbol ha dado un paso inusual. En la mayoría de los campos de hierba natural, donde las líneas de base corredores que corren entre las bases es de tierra. Sin embargo, ahora CommunityAmerica Ballpark ha hecho el deslizamiento de tierra los hoyos a la vuelta de las tres bases, homeplate, y el montículo los lanzadores. Esto es para que sea necesario instalar una cantidad excesiva de hierba para cada juego de asistentes. El 29 de marzo de 2008, los Wizards jugaron su primer partido en el estadio y derrotó a D.C. United por 2-0 frente a un estadio lleno.
Antes del inicio de la temporada 2008, el área del campo arcén izquierdo fue sustituido por gradas permanentes. Gradas adicionales de metal se añadieron en la explanada que va desde detrás de la berma izquierda del campo a la ex bullpen en el jardín central. Esto sumado a la capacidad de 2172 el estadio de béisbol de asiento fijo, elevándolo de su origen de 4.365 asientos fijos.
El 3 de junio de 2007, el estadio fue el escenario mundial de un rendimiento récord de las éxito profundo de Purple "Smoke on the Water" de 1683 guitarristas, en un truco publicitario para la radio KYYS (ahora KZPT).